# Група Карме
«Група Карме» (англ. Carme group) — група нерегулярних супутників Юпітера, які мають близькі орбіти. Названо на честь найбільшого супутника цього класу — Карме.
Супутники групи обертаються між 22,9 до 24,1 гм від Юпітера; нахил орбіти між приблизно 164,9 до 165,5 градусів, ексцентриситет між 0,23 до 0,27.

Діаграма ілюструє найвеликих нерегулярних супутників Юпітера, Група Карме до низько-середина. Горизонтальна вісь діаграми ілюструє приблизну віддаль від Юпітера, вертикальна вісь діаграми — орбітальний нахил, круг розміру супутників, жовта лінія ексцентриситет орбіти.

## Склад Групи
Послідовність супутників у групі:
| Назва       | Діаметр (км) | Період (дні) | Notes                                  |
| ----------- | ------------ | ------------ | -------------------------------------- |
| Карме       | 46           | –734.19      | головний і найбільший супутник у групі |
| Тайгете     | 5            | –732.45      |                                        |
| Халдене     | 4            | –723.71      |                                        |
| Каліке      | 5            | –742.02      | помітно червоніший за інші супутники   |
| Еріноме     | 3            | –728.48      |                                        |
| Ісоное      | 4            | –726.27      |                                        |
| Етне        | 3            | –730.10      |                                        |
| Кале        | 2            | –729.64      |                                        |
| Пазітеє     | 2            | –719.47      |                                        |
| Архе        | 3            | –731.88      |                                        |
| Калліхоре   | 2            | –728.26      |                                        |
| Евкеладе    | 4            | –730.30      |                                        |
| Герсе       | 2            | –734.52      |                                        |
| S/2010 J 1  | 2            | –736.51      |                                        |
| Ейрене      | 4            | –729.84      |                                        |
| S/2003 J 19 | 2            | –734.78      |                                        |
| S/2017 J 2  | 2            | –724.71      |                                        |
| S/2017 J 5  | 2            | –737.28      |                                        |
| S/2017 J 8  | 1            | –719.76      |                                        |
| S/2011 J 1  | 2            | –733.21      |                                        |
| S/2003 J 9  | 1            | –736.86      |                                        |
| S/2003 J 10 | 2            | –755.43      |                                        |
| S/2003 J 24 | 2            | –721.60      |                                        |
| S/2016 J 3  | 2            | –713.64      |                                        |
| S/2018 J 3  | 1            | –747.02      |                                        |
| S/2021 J 4  | 1            | –728.28      |                                        |
| S/2021 J 5  | 2            | –747.74      |                                        |
| S/2021 J 6  | 1            | –720.97      |                                        |
| S/2022 J 1  | 2            | –738.33      |                                        |
| S/2022 J 2  | 1            | –781.56      |                                        |

## Формування супутника
Науковці припускають, що сила тяжіння Юпітера, захопила астероїд — і він став супутником Юпітера.  Астероїд був 46 км діаметром (що дорівнює діаметру Карме), ставши супутником Карме.  Сама група Карме сформувалася унаслідок серії колізій (сутичок) Карме з іншими тілами, внаслідок чого частини Карме утворили окремі супутники.
На таку думку також наштовхує той факт, що параметри орбіт супутників групи Карме мають не великі дисперсії: для великої півосі дисперсія становить менше 700000 км, а для нахилу орбіти дисперсія менше 0.7.. Такі несуттєві інтервали підтверджують, що супутники цієї групи колись були одним тілом.
Інший аргумент на підтримку того, що група походить від одного тіла кольори супутників: всі супутники світло червоні, з індексами кольору B-V= 0.76 and V-R= 0.47 та інфрачервоним спектром схожим на спектр астероїдів  D-типу. Ці дані узгоджуються з предком який був супутником класу Хілда або троянцем Юпітера.

Діаграми Група Пасіфе (червоний), Група Карме (зелений), і Група Ананке (синій)

.